# Concerviano
Concerviano är en ort och kommun i provinsen Rieti i regionen Lazio i Italien. Kommunen hade 271 invånare (2018).